# Upplands runinskrifter 1181
Upplands runinskrifter 1181 är en runsten som står på sin ursprungliga plats vid torpet Lilla Runhällen Råsbo, ca 5 meter från Riksväg 56 mellan Heby och Hedesunda. Stenen är en så kallad Englandssten.

## Inskriften
Inskriften är skadad.

### Inskriften i translitterering
-i * lit * akua... ...k * salfan * ek... ...ns * fari afi * kunu-s * 

### Inskriften normaliserad
.. let haggva... [si]k sioalfan, Ænglandsfari, afi...

### Inskriften i översättning
"...lät hugga (stenen) efter sig själv, Englandsfararen,....morfar (eller farfar)."

## Historia
Runstenen var redan på 1600-talet svårt skadad. Av träsnittet i Johan Peringskiölds Monumenta framgår att stenen redan då var slagen i tre stycken, och att övre vänstra delen samt toppdelen saknades. Genom detta har stora delar av inskriften gått förlorad. Vid Richard Dybecks besök av platsen hade en av delarna gått förlorad, och är fortfarande saknad.
Inskriften kunu-s har till dragit sig intresse. Det handlar om personen vars morfar (eller farfar) rest stenen efter. Inget personnamn passar riktigt, och en tolkning av namnet som "kunuks" - dvs. Konungens morfar har föreslagit. Lite förvånande är det dock att Sveakungens morfar skulle bo här, i Upplands nordvästligaste hörn, långt bort från all centralbygd. I sitt nuvarande fragmentariska tillstånd kan frågan inte besvaras.
Till runstenen är en sägen, återgiven av Olof Grau 1754, kopplad. Enligt denna skall en fältslagtning emellan en Upsala Konung och en Hälsingelands Kongnung, och hälsingekungen och hans son stupat i slaget. Sägnen som ännu berättades vid runsinskriftsinventeringen 1943, berättade att kungasonen Sune skulle ligga begraven här, medan hans far Rune, låg begravd under U 1164.